# Feilenfabrik Furthof

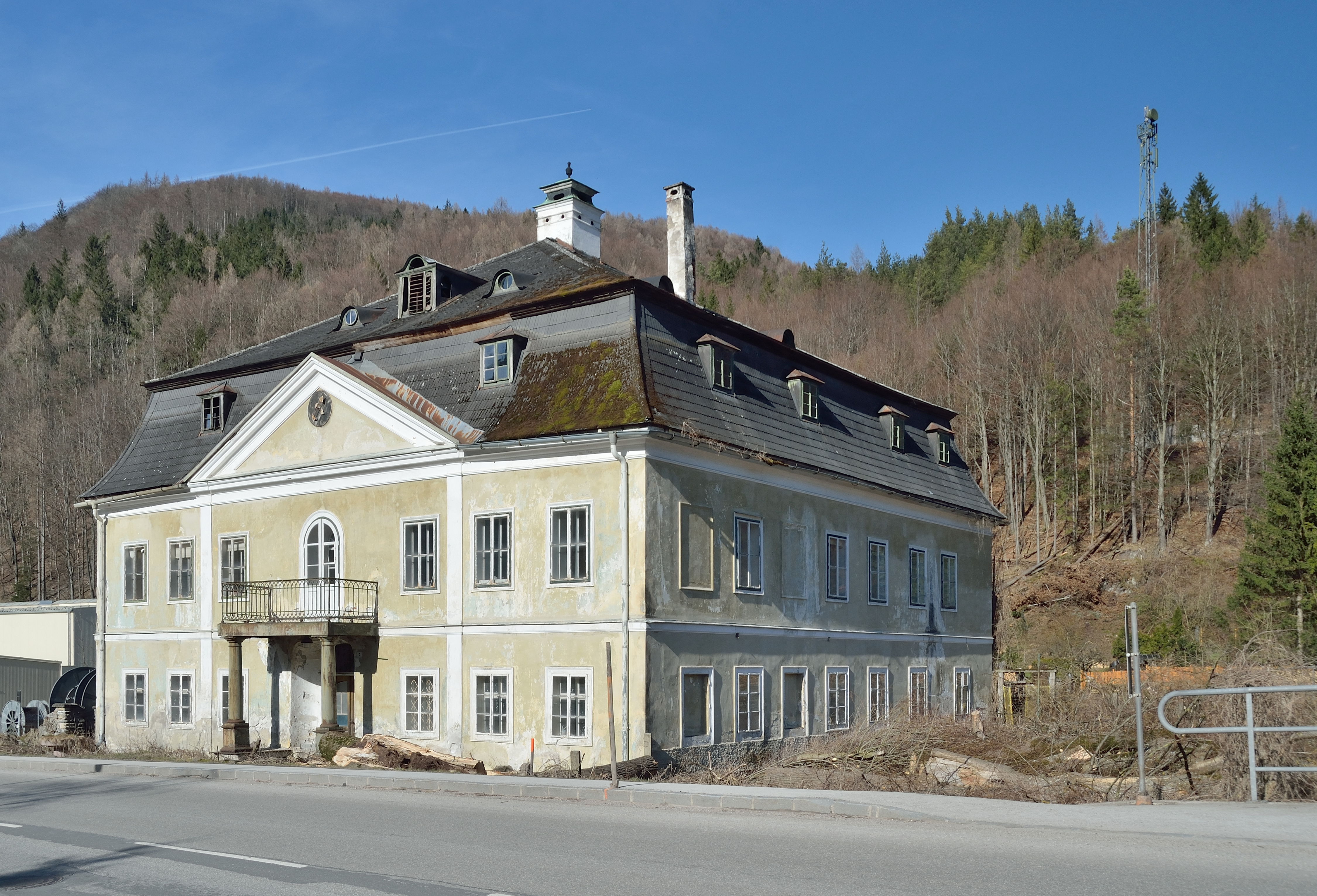
Das ehemalige Hammerherrenhaus in Furthof

Die Feilenfabrik Furthof war ein auf die Herstellung von Feilen spezialisierter Standort der St. Egydyer Eisen- und Stahlindustriegesellschaft in Furthof in der Gemeinde Hohenberg in Niederösterreich. 1982 wurde die Fabrik von der  VOEST Alpine geschlossen, heute befindet sich ein Werk der deutschen Isoplus Fernwärmetechnik am Standort.

## Geschichte
1801 erwarb der Eisenwaren-Fabrikant Jakob Fischer ein Hammerwerk in Furthof und ließ hier in Folge Säbelklingen und Feilen herstellen. 1836 wurden die damals an die 800 Personen beschäftigenden Betriebe in St. Aegyd und Furthof von seinem Sohn Anton Fischer übernommen. Die hochqualifizierten und noch sehr zünftig organisierten Feilenhauer verhinderten in Folge jedoch in der Folge hartnäckig den Einsatz von Maschinen in Furthof, so dass die Feilen weiterhin in Handarbeit geschmiedet wurden.
Ab 1849 wurde dennoch die Fabrik allmählich ausgebaut und modernisiert, so wurden zum Beispiel die ersten Puddelöfen aufgestellt und ein Blechwalzwerk eingerichtet. Durch die Mechanisierung konnte der Marktanteil gehoben werden und die Furthofer Ankerfeilen der Marke St. Aegyd sich gegen die ausländische Konkurrenz durchsetzen. 1869 wurde die Fabrik Teil der neu entstandenen St. Egydyer Eisen- und Stahlindustrie-Gesellschaft. 1872 entstand eine neue Feilenfabrik mit Schmiedemaschinen und Dampfhämmern, die Feilenmaschinen wurden aus England importiert.
1889 wurde unter dem neuen Mehrheitseigentümer Karl Wittgenstein das Walzwerk samt Dampfmaschine in die Poldihütte nach Kladno verlagert. Furthof sollte nach den Vorstellungen Wittgensteins zu einem Monopolbetrieb für Feilen ausgebaut werden. Allerdings erwuchs dadurch nun den Kapfenberger Böhlerwerken eine starke Konkurrenz, so dass es ab 1894 zu einem verheerenden Preisverfall bei Feilen kam. 1899 wurden die Streitigkeiten schließlich mit der Bildung eines Feilenkartells und der Übernahme des Mehrheitseigentums der St. Egydyer durch die Böhlerwerke beigelegt. Diese konzentrierten in der Folge die Feilenproduktion des Konzerns und überstellten die gesamte maschinelle Ausrüstung zur Feilenherstellung samt Arbeiterschaft von Böhlerwerk nach Furthof. Das Feilenkartell sorgte nicht nur für eine Monopolisierung der Produktion und einer Regelung des Absatzgebietes, sondern auch für eine Reduktion der Arbeitslöhne. Dadurch kam es bereits 1899 zu ersten Streiks der Arbeiter. Erst nach 16 Wochen konnten die Verhandlungen mit einer Erhöhung der Löhne und der Anerkennung der Gewerkschaft abgeschlossen werden.
Die Monopolisierung sorgte für einen Aufschwung des Unternehmens, 1907 erreichte die Feilenproduktion mit drei Millionen Feilen bei einem Arbeiterstand von 591 Beschäftigten ihren Höhepunkt. Nach dem Ersten Weltkrieg sorgte der Wegfall der traditionellen Absatzgebieten in den Kronländern und die ab 1929 einsetzende Weltwirtschaftskrise für einen Rückgang an Produktion und Belegschaft. In den 1930er Jahren wurden mehrere Glühöfen errichtet und 1939 erfolgte der Übergang von Bleibad- auf Salzbadhärtung. Während des Zweiten Weltkrieges produzierten 360 Beschäftigte rund 3,2 Millionen Feilen jährlich. 1943 wurde mit dem Bau eines Heizkraftwerkes begonnen.
Nachdem keine nennenswerten Kriegsschäden oder Demontagen nach Kriegsende vorkamen, wurde bereits im August 1946 die Feilenfertigung wieder aufgenommen. Die Fabrik wurde in der Folge mit dem Mutterunternehmen zu einem USIA-Betrieb. Die russische Besatzungsmacht steigerte die Produktion stark, Investitionen in das Werk wurden allerdings nur im unbedingt erforderlichen Maß durchgeführt. Nach dem Staatsvertrag 1955 erfolgte eine stetige Modernisierung und Automatisierung der Produktion. Damit einher ging eine Reduktion der Belegschaft.
1979 wurde die St. Egydyer Eisen- und Stahlindustriegesellschaft mit der VOEST Alpine fusioniert, welche 1982 die Feilenproduktion in Furthof schloss. Die ehemaligen Werksanlagen waren danach einige Zeit im Besitz der Roth-Technik Austria. Heute hat die österreichische Tochter der Isoplus Fernwärmetechnik ihre Produktion auf dem Gelände der ehemaligen Feilenfabrik Furthof. Von den historischen Werksanlagen ist jedoch nur noch das leerstehende, ehemalige Hammerherrenhaus existent.